# Phyllophaga barda
Phyllophaga barda är en skalbaggsart som beskrevs av Horn 1887. Phyllophaga barda ingår i släktet Phyllophaga och familjen Melolonthidae. Inga underarter finns listade i Catalogue of Life.